# آکرای چائلی بولا
آکرای چائلی بولا (نام علمی: Acraea chaeribula) نام یک گونه از تیره فرچه‌پایان است. این گونه پروانه در جنوب تانزانیا، مالاوی، زامبیا و جمهوری دموکراتیک کنگو یافت می‌شود. زیستگاه این گونه جنگل است.